# Fort Smith (Arkansas)
Fort Smith é uma cidade localizada no estado americano do Arkansas, no condado de Sebastian, do qual é sede juntamente com Greenwood. Foi fundada em 1817 e incorporada em 24 de dezembro de 1842.

## Geografia
De acordo com o Departamento do Censo dos Estados Unidos, a cidade tem uma área de 176,7 km², dos quais 165,7 km² estão cobertos por terra e 11 km² por água.

### Localidades na vizinhança
O diagrama seguinte representa as localidades num raio de 16 km ao redor de Fort Smith.

## Demografia
Segundo o censo nacional de 2010, a sua população é de 86 209 habitantes, e sua densidade populacional é de 537 hab/km². É a segunda cidade mais populosa do Arkansas. A cidade possui 37 899 residências, que resulta em uma densidade de 236 residências/km².

## Marcos históricos
O Registro Nacional de Lugares Históricos lista 45 marcos históricos em Fort Smith. O primeiro marco foi designado em 15 de outubro de 1966 e o mais recente em 12 de maio 2021, o Cemitério Judaico. Existe apenas um Marco Histórico Nacional na cidade, o Fort Smith National Historic Site, designado em 19 de dezembro de 1960.

## Galeria de imagens

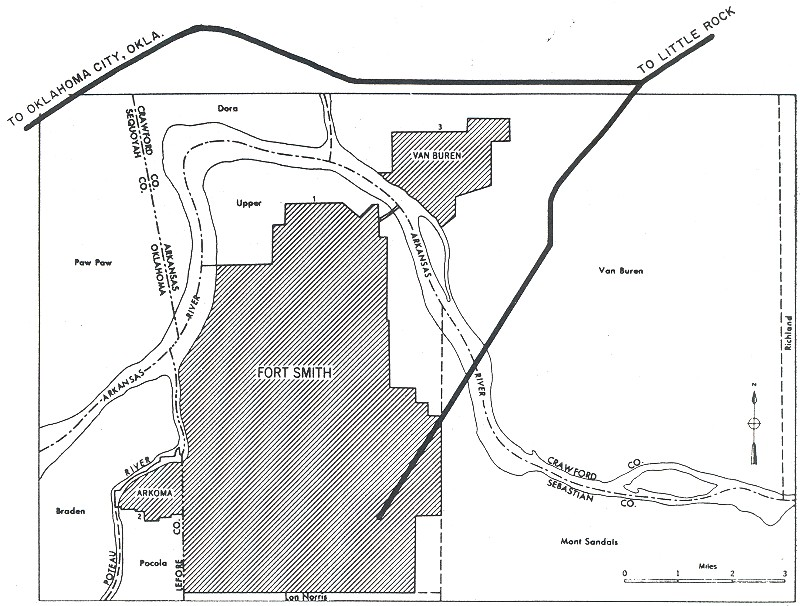
Mapa de 1955